# IC 1032
IC 1032 ist ein interagierendes Galaxienpaar im Sternbild Bärenhüter am Nordsternhimmel. Es ist schätzungsweise 491 Millionen Lichtjahre von der Milchstraße entfernt.
Das Objekt wurde am 6. Mai 1888 von Lewis Swift entdeckt.